# Schoenotenini
De Schoenotenini zijn een geslachtengroep van vlinders in de onderfamilie Tortricinae van de familie bladrollers (Tortricidae).

## Taxonomie
De groep bevat de volgende geslachten:

- Antigraptis Meyrick, 1930
- Aphrozestis Meyrick, 1931
- Archactenis Diakonoff, 1960
- Barygnathella Diakonoff, 1956
- Brongersmia Diakonoff, 1972
- Campotenes Diakonoff, 1960
- Choristenes Diakonoff, 1954
- Copidostoma Diakonoff, 1954
- Cornuticlava Diakonoff, 1960
- Diactenis Meyrick, 1907
- Dipterina Meyrick, 1881
- Doridostoma Diakonoff, 1973
- Epitrichosma Lower, 1908
- Homalernis Meyrick, 1908
- Litotenes Diakonoff, 1973
- Maoritenes Dugdale, 1966
- Metachorista Meyrick, 1938
- Neotenes Diakonoff, 1960
- Nesoscopa Meyrick, 1926
- Oligotenes Diakonoff, 1954
- Palaeotoma Meyrick, 1881
- Proactenis Diakonoff, 1941
- Proselena Meyrick, 1881
- Protarchella Diakonoff, 1956
- Prothelymna Meyrick, 1883
- Rhabdotenes Diakonoff, 1960
- Rhopalotenes Diakonoff, 1960
- Saetotenes Diakonoff, 1960
- Schoenotenes Meyrick, 1908
- Snodgrassia Diakonoff, 1967
- Stenarchella Diakonoff, 1968
- Stenotenes Diakonoff, 1954
- Syncratus Common, 1965
- Tracholena Common, 1965
- Xenotenes Diakonoff, 1954

1. ↑  Schoenotenini Genus Informatie BioLib. biolib.cz. Geraadpleegd op 11 december 2023.